# Épicotyle

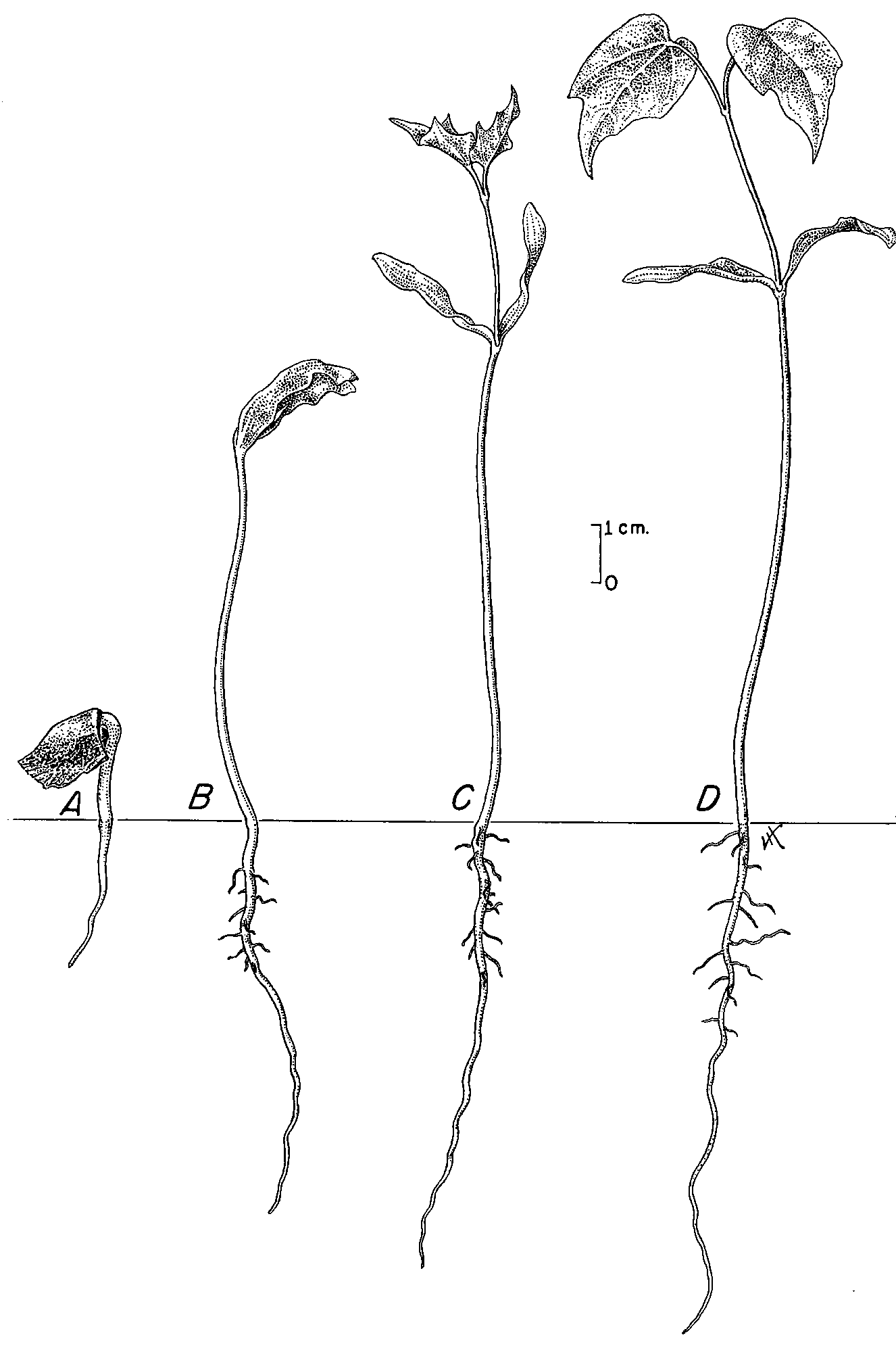
Germination de la plantule d'érable montrant l'hypocotyle et l'épicotyle.

L'épicotyle est la partie de la plantule en germination située au-dessus de l'insertion du ou des cotylédons. Il correspond à l'entre-nœud compris entre les cotylédons et la première feuille.